# تولبازی (شهرستان آئورگازینسکی، باشقیرستان)
تولبازی (به لاتین: Tolbazy) یک روستا در روسیه است که در باشقیرستان واقع شده‌است.